# قطعنامه ۵۲۴ شورای امنیت
قطعنامه  ۵۲۴ شورای امنیت سازمان ملل متحد که در تاریخ ۲۹ نوامبر ۱۹۸۲ تصویب شد، سندی بین‌المللی دربارهٔ اسرائیل-جمهوری عربی سوریه است. این قطعنامه طی نشست ۲۴۰۳‌ام با ۱۵ موافق، ۰ مخالف و ۰ ممتنع تصویب شد.